# إد بيرز
إد بيرز هو لاعب هوكي جليد كندي، ولد في 12 أكتوبر 1959 في Zwaag ‏ في هولندا.

## وصلات خارجية
- إد بيرز على موقع دوري الهوكي الوطني (الإنجليزية)
- إد بيرز على موقع EliteProspects.com (الإنجليزية)
- إد بيرز على موقع Eurohockey.com (الإنجليزية)
- إد بيرز على موقع HockeyDB.com (الإنجليزية)
- إد بيرز على موقع Hockey-Reference.com (الإنجليزية)